# Coextinção
Coextinção refere-se aos fenômenos de perda ou declínio de uma espécie do hospedeiro, resultando na perda ou comprometimento de outras espécies que dependem dele, podendo levar a efeitos em níveis tróficos em cascata. 
O termo foi cunhado pelos autores Cegonha e Lyal (1993) e foi originalmente usado para explicar a extinção de insetos parasitas após a perda de seus hospedeiros específicos. O termo é agora usado para descrever a perda de quaisquer espécies que interagem, incluindo predadores com suas presas, e herbívoros especialistas com sua fonte de alimento.